# Quercus incana
Quercus incana là một loài thực vật có hoa trong họ Cử. Loài này được Bartram miêu tả khoa học đầu tiên năm 1791.

## Hình ảnh

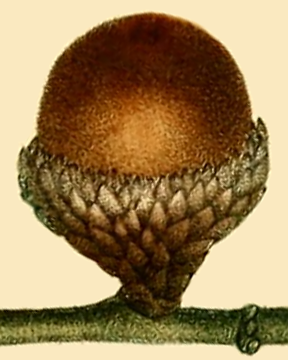
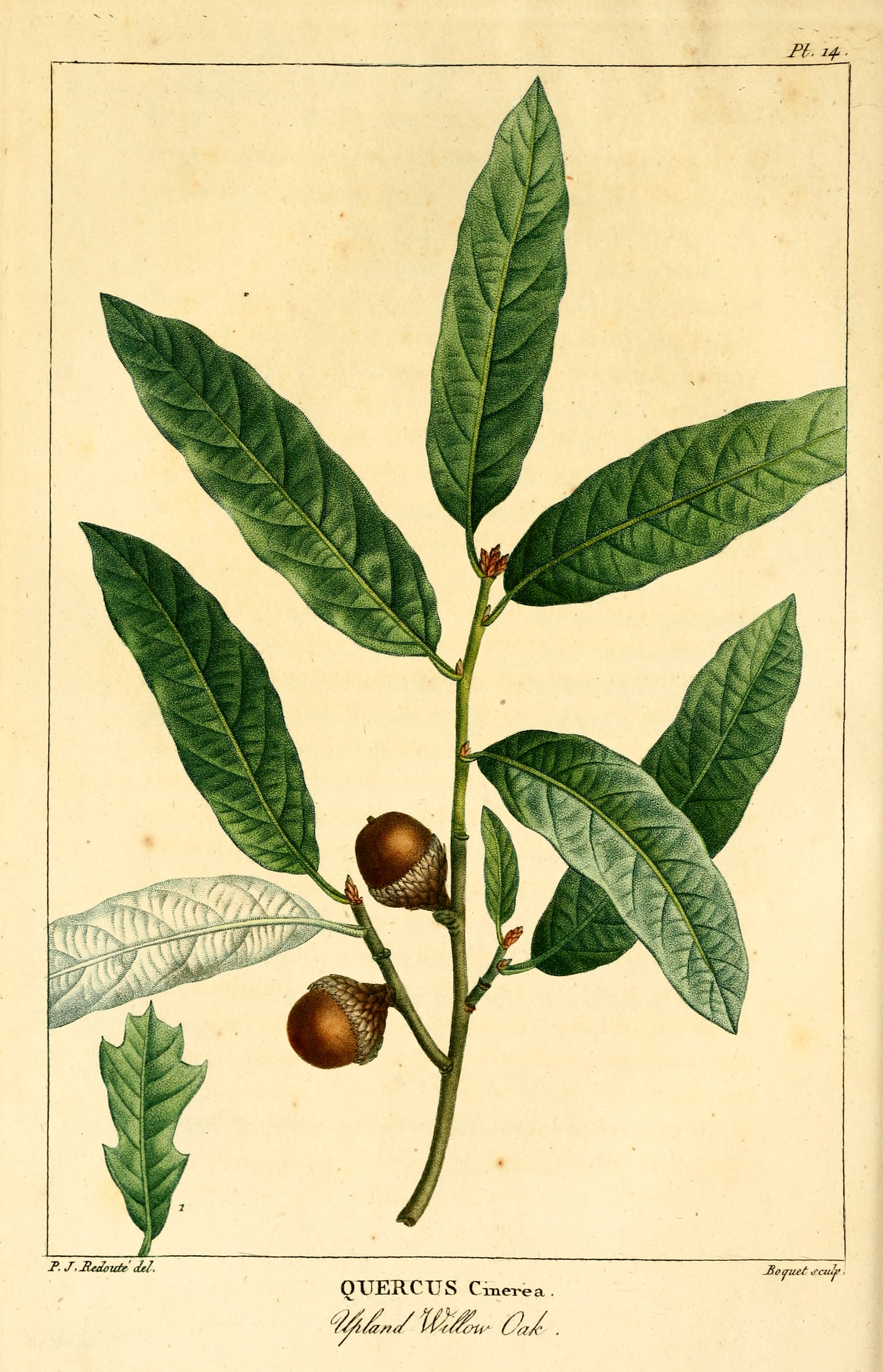